# Physoglenes
Physoglenes is een geslacht van spinnen uit de  familie van de Synotaxidae.

## Soorten
- Physoglenes chepu Platnick, 1990
- Physoglenes lagos Platnick, 1990
- Physoglenes puyehue Platnick, 1990
- Physoglenes vivesi Simon, 1904